# Wakatipu
Wakatipu – jezioro polodowcowe położone na Wyspie Południowej, którego powierzchnia wynosi 291 km².

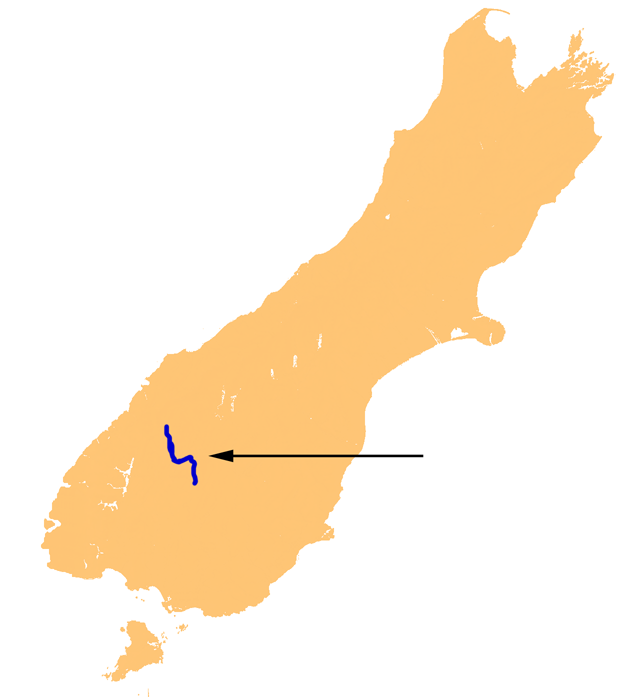
Położenie jeziora na Wyspie Południowej
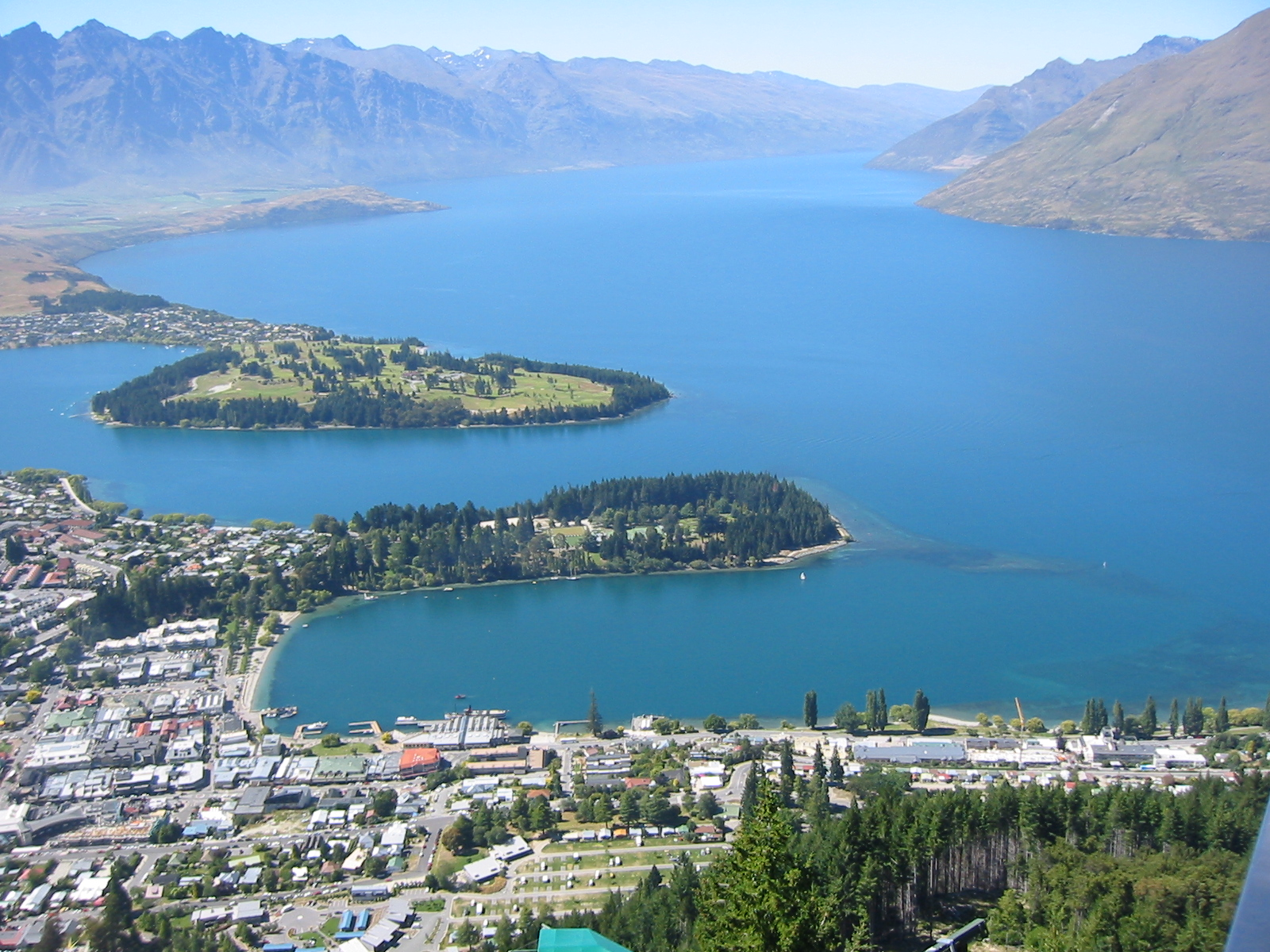
Jezioro Wakapitu i miasto Queenstown